# Gazi-Stadion auf der Waldau
Il Gazi-Stadion auf der Waldau è uno stadio di calcio di Stoccarda, che può contenere 11.408 spettatori. Inaugurato il 18 giugno 1905 è da allora usato, salvo che per brevi periodi, dallo Stuttgarter Kickers; ospita anche la seconda squadra dello Stoccarda e le squadre di football americano degli Stuttgart Scorpions e degli Stuttgart Surge.
Il Gazi-Stadion auf der Waldau è lo stadio più antico di Germania.